# Cize (Ain)
Cize es una comuna francesa situada en el departamento de Ain, de la región de Auvernia-Ródano-Alpes. Pertenece a la comunidad de aglomeración del Bassin de Bourg-en-Bresse.

## Demografía
| 136 | 126 | 128 | 108 | 112 | 127 | 141 | 173 | 176 |
| Para los censos de 1962 a 1999 la población legal corresponde a la población sin duplicidades (Fuente: INSEE [Consultar]) |     |     |     |     |     |     |     |     |

## Lugares y monumentos
- Viaducto ferroviario de Cize-Bolozon en la línea del Haut-Bugey.